# Premières
Premières ist eine Ortschaft und eine Commune déléguée in der französischen Gemeinde Collonges et Premières mit 143 Einwohnern (Stand: 1. Januar 2022) im Département Côte-d’Or in der Region Bourgogne-Franche-Comté. Der Ort liegt am Flüsschen Arnison.
Die Gemeinde Premières wurde am 28. Februar 2019 mit Collonges-lès-Premières zur Commune nouvelle Collonges-et-Premières zusammengeschlossen. Sie gehörte zum Arrondissement Dijon und zum Kanton Genlis.

## Bevölkerungsentwicklung
| Jahr                      | 1962 | 1968 | 1975 | 1982 | 1990 | 1999 | 2012 |
| Einwohner                 | 86   | 90   | 84   | 111  | 120  | 125  | 138  |
| Quelle: Cassini und INSEE |      |      |      |      |      |      |      |

## Sehenswürdigkeiten
- Kirche La Nativité de la Vierge (Geburt der Jungfrau)

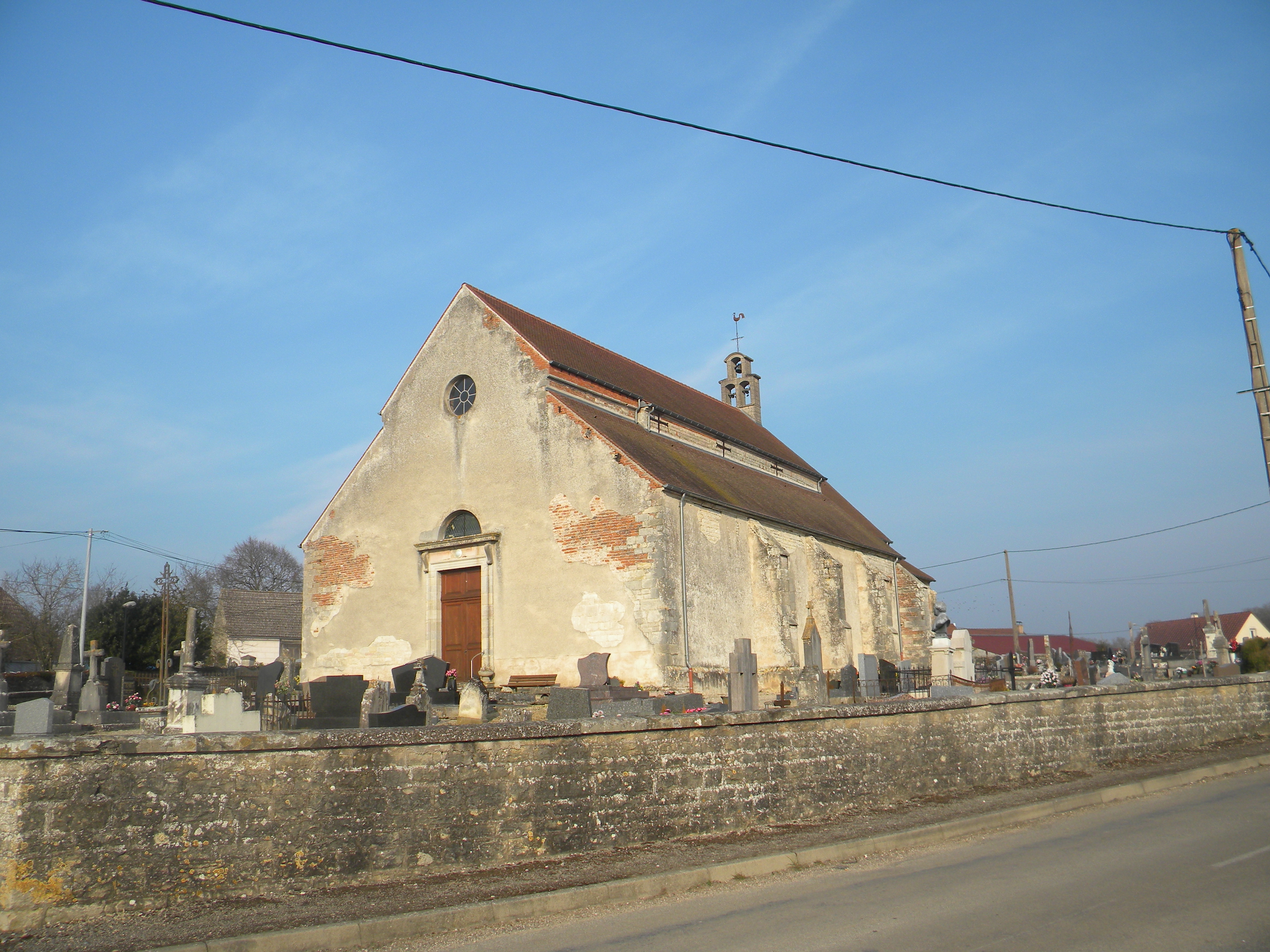
Kirche La Nativité de la Vierge